# 加丹加高原
加丹加高原是剛果民主共和國的高原，位於該國中部加丹加省西南部，海拔高度900至1800米，北面是米通巴山和昆代隆古山，該地區土地肥沃，有大量铜及铀矿。该地区海拔高度较高使其比周边地区更凉爽，年平均气温为19－20℃。